# Supercopa de España de fútbol sala

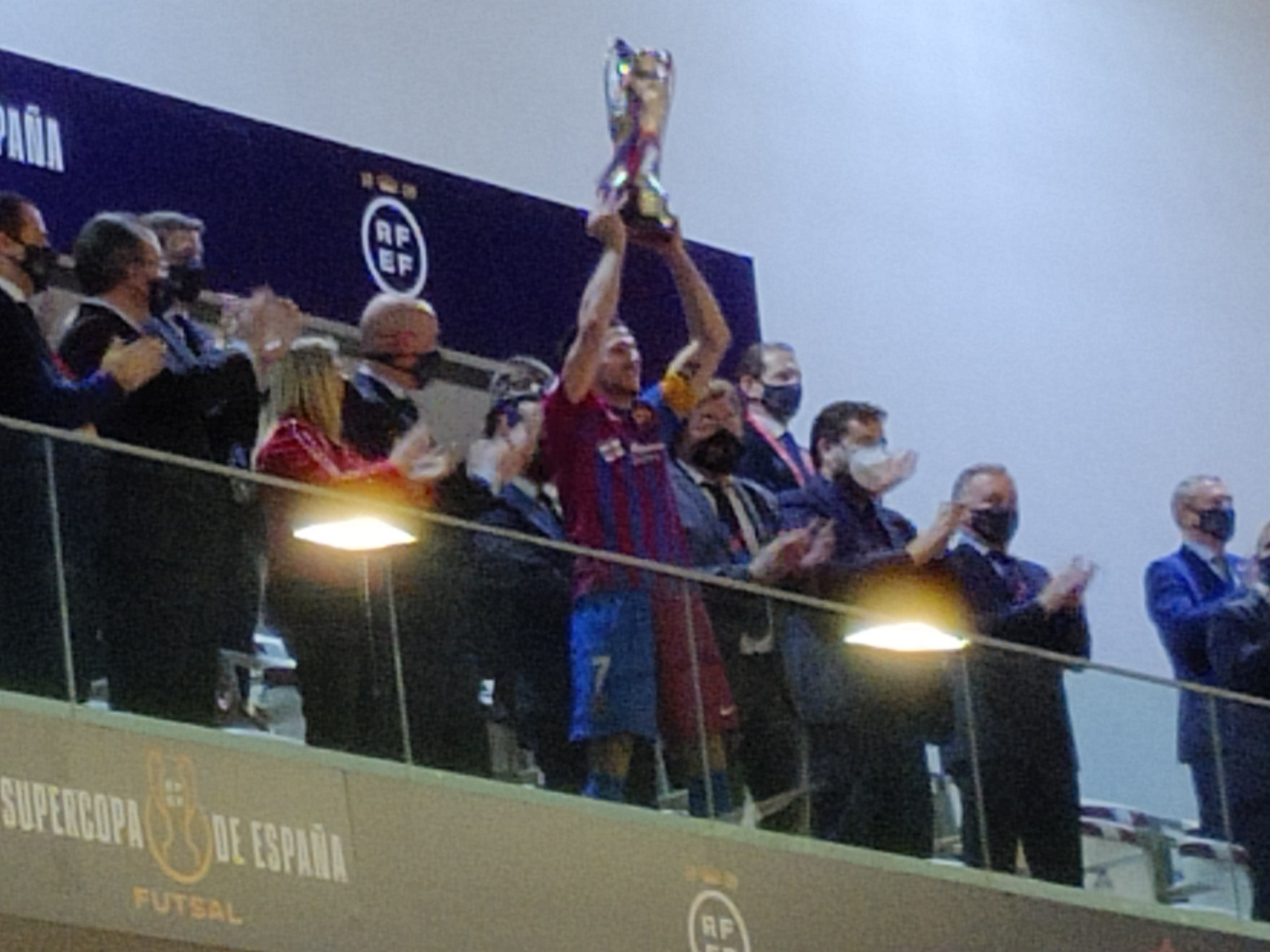
Final de la Supercopa de España de Fútbol sala 2022 (Jerez de la Frontera)

La Supercopa de España de fútbol sala es un torneo organizado por el Comité Profesionalizado de Fútbol Sala  que enfrenta al campeón de División de Honor y al campeón de la Copa de España, basándose en la Supercopa de España de Fútbol. Hasta la edición 2019 fue organizado por la Liga Nacional de Fútbol Sala.
Si un equipo ganaba ambos títulos le era otorgado automáticamente el título de campeón de la Supercopa de España. En 2006 se estrenó el formato a cuatro equipos, incluyendo en la competición al subcampeón de Liga y al equipo anfitrión. Las eliminatorias se disputan a partido único con ronda de penaltis en caso de empate al términar el tiempo reglamentario más 5 minutos de prórroga.

## Historial
| Ed.    | Temporada | Campeón                            | Res.         | Subcampeón                | Sede                                                   | Nota(s)                                                |
| ------ | --------- | ---------------------------------- | ------------ | ------------------------- | ------------------------------------------------------ | ------------------------------------------------------ |
| I      | 1990      | Interviú Lloyd's                   |              |                           | Campeonato automático, al ganar Copa y Liga (doblete). | Campeonato automático, al ganar Copa y Liga (doblete). |
| II     | 1991      | Interviú Lloyd's                   | 9–6          | Caja Toledo               |                                                        | Formato ida y vuelta (5-3, 4-3)                        |
| III    | 1992      | Marsanz Torrejón                   | 13–7         | Caja Toledo               |                                                        | Formato ida y vuelta (4-1, 9-6)                        |
| IV     | 1993      | Macoi Zaragoza                     | 11–8         | Marsanz Torrejón          |                                                        | Formato ida y vuelta (6-3, 5-5)                        |
| V      | 1994      | Marsanz Torrejón                   | 15–11        | Maspalomas Sol Europa     |                                                        | Formato ida y vuelta (6-3, 9-8)                        |
| VI     | 1995      | ElPozo Murcia                      | 11–4         | Pinturas Lepanto Zaragoza |                                                        | Formato ida y vuelta (7-3, 4-1)                        |
| VII    | 1996      | Interviú Boomerang                 |              |                           | Campeonato automático, al ganar Copa y Liga (doblete). | Campeonato automático, al ganar Copa y Liga (doblete). |
| VIII   | 1997      | CLM Talavera                       | 4–3          | Maspalomas Sol Europa     | Segovia                                                |                                                        |
| IX     | 1998      | Caja Segovia                       | 4–3          | ElPozo Murcia             | Murcia                                                 |                                                        |
| X      | 1999      | Caja Segovia                       |              |                           | Campeonato automático, al ganar Copa y Liga (doblete). | Campeonato automático, al ganar Copa y Liga (doblete). |
| XI     | 2000      | Caja Segovia                       | 6–5          | Playas de Castellón       | Vigo                                                   |                                                        |
| XII    | 2001      | Antena3 Boomerang                  | 4–3          | Playas de Castellón       | Ponferrada                                             |                                                        |
| XIII   | 2002      | Boomerang Interviú                 | 5–1          | Vijusa Valencia           | Torrejón de Ardoz                                      |                                                        |
| XIV    | 2003      | Boomerang Interviú                 | 8–4          | ElPozo Murcia Turística   | Torrejón de Ardoz                                      |                                                        |
| XV     | 2004      | Playas de Castellón                | 2–1          | Boomerang Interviú        | Sevilla                                                |                                                        |
| XVI    | 2005      | Boomerang Interviú                 | 3–0          | Azkar Lugo                | La Coruña                                              |                                                        |
| XVII   | 2006      | ElPozo Murcia Turística            | 3–2          | Lobelle Santiago          | Castellón                                              |                                                        |
| XVIII  | 2007      | Interviú Fadesa                    | 6–4          | ElPozo Murcia Turística   | Benicarló                                              |                                                        |
| XIX    | 2008      | Inter Movistar                     | 4–3          | Caja Segovia              | Segovia                                                |                                                        |
| XX     | 2009      | ElPozo Murcia Turística            | 3–2          | Xacobeo Lobelle Santiago  | Vigo                                                   |                                                        |
| XXI    | 2010      | Xacobeo Lobelle Santiago           | 3–2          | Inter Movistar            | Guadalajara                                            |                                                        |
| XXII   | 2011      | Inter Movistar                     | 4–3          | FC Barcelona Alusport     | Torrejón de Ardoz                                      |                                                        |
| XXIII  | 2012      | ElPozo Murcia                      | 2–2 (5–4 p.) | Inter Movistar            | La Coruña                                              |                                                        |
| XXIV   | 2013      | FC Barcelona Alusport              | 6–5          | ElPozo Murcia             |                                                        | Formato ida y vuelta (1-0, 5-5)                        |
| XXV    | 2014      | ElPozo Murcia                      | 8–6          | Inter Movistar            |                                                        | Formato ida y vuelta (3-3, 5-3)                        |
| XXVI   | 2015      | Movistar Inter                     | 6–2          | Jaén Paraíso Interior     | Ciudad Real                                            |                                                        |
| XXVII  | 2016      | ElPozo Murcia                      | 3–1          | Movistar Inter            | Antequera                                              | [ 1 ]                                                  |
| XXVIII | 2017      | Movistar Inter                     | 10–4         | ElPozo Murcia             |                                                        | Formato ida y vuelta (5-2, 5-2)                        |
| XXIX   | 2018      | Movistar Inter                     | 2–2 (4–3 p.) | Jaén Paraíso Interior     | Ciudad Real                                            | [ 2 ]                                                  |
| XXX    | 2019      | FC Barcelona Assistència Sanitària | 4–3          | ElPozo Murcia             | Guadalajara                                            | [ 3 ]                                                  |
| XXXI   | 2020      | Movistar Inter                     | 6–4          | FC Barcelona              | Madrid                                                 |                                                        |
| XXXII  | 2022      | FC Barcelona                       | 2–2 (3–2 p.) | Palma Futsal              | Jerez de la Frontera                                   |                                                        |
| XXXIII | 2023      | FC Barcelona                       | 5–3          | Movistar Inter            | Alcira                                                 |                                                        |
| XXXIV  | 2024      | Jimbee Cartagena                   | 2–1          | FC Barcelona              | Jaén                                                   |                                                        |
| XXXV   | 2025      | Jimbee Cartagena                   | 3–1          | Real Betis Futsal         | Cartagena                                              |                                                        |

### Palmarés
| Equipo                | Títulos | Subcamp. | Años campeonatos                                                                    |
| --------------------- | ------- | -------- | ----------------------------------------------------------------------------------- |
| Movistar Inter        | 14      | 6        | 1990, 1991, 1996, 2001, 2002, 2003, 2005, 2007, 2008, 2011, 2015, 2017, 2018 y 2020 |
| ElPozo Murcia         | 6       | 6        | 1995, 2006, 2009, 2012, 2014 y 2016                                                 |
| FC Barcelona          | 4       | 3        | 2013, 2019, 2022 y 2023                                                             |
| Caja Segovia          | 3       | 1        | 1998, 1999 y 2000                                                                   |
| Marsanz Torrejón      | 2       | 1        | 1992 y 1994                                                                         |
| Jimbee Cartagena      | 2       | 0        | 2024, 2025                                                                          |
| CLM Talavera          | 1       | 2        | 1997                                                                                |
| Playas de Castellón   | 1       | 2        | 2004                                                                                |
| Santiago Futsal       | 1       | 2        | 2010                                                                                |
| Macoi Zaragoza        | 1       | 1        | 1993                                                                                |
| Maspalomas Sol Europa | 0       | 2        |                                                                                     |
| Jaén Paraíso Interior | 0       | 2        |                                                                                     |
| Vijusa Valencia       | 0       | 1        |                                                                                     |
| Azkar Lugo            | 0       | 1        |                                                                                     |
| Palma Futsal          | 0       | 1        |                                                                                     |
| Real Betis Futsal     | 0       | 1        |                                                                                     |